# Schatten der Engel
Schatten der Engel (en alemany, Ombra d'àngels) és una pel·lícula suïssa del 1975 dirigida per Daniel Schmid i amb fotografia de Renato Berta amb un guió basat en la controvertida obra de teatre de Rainer Werner Fassbinder Der Müll, die Stadt und der Tod. La seva actuació va causar un escàndol a mitjans de la dècada de 1980 al recinte Frankfurt am Main a causa de suposades tendències antisemites.
Fassbinder i la seva actriu (i dona) preferida Ingrid Caven protagonitzen aquesta adaptació cinematogràfica poc notòria durant molts anys. Contra el tòpic d'un "jueu ric", hi actua Klaus Löwitsch, que subscriu la majoria dels estereotips masclistes teutònics.

## Argument
La història ambientada per Fassbinder a Frankfurt del Main té lloc a la pel·lícula de Schmid a Viena, com es pot veure a les matrícules dels cotxes. Aquí la prostituta Lily Brest, d'aspecte atractiu, treballa al carrer per al proxeneta Raoul. Ell és el contrari d'ella: un tipus masclista senzill i brutal. En Raoul només té un interès: guanyar una quantitat decent de diners per poder jugar-se'ls després a l'hipòdrom. El seu cosmos espiritual i vital és senzill i molt limitat, i l'única cosa que li importa són "els seus diners" i la seva reputació. La història de la Lily està determinada per la misèria dels abusos sexuals per part del seu propi pare.
La fortuna d'aquesta ciutat estan en mans d'un empresari i tauró immobiliari que es diu "jueu ric" i s'assembla a una figura tràgica de la literatura mundial, Shylock de Shakespeare: fred, calculador i despietat. El jueu guanya els seus diners amb l'especulació immobiliària. Amb el suport actiu de l'administració de la ciutat, l'especulador va poder apoderar-se de zones residencials senceres i enderrocar els edificis per després revendre valuosos terrenys edificables amb nous edificis cars a un preu molt rendible.
Però malgrat tot el poder i els beneficis, el "jueu ric" segueix sent un home pobre que finalment ha trobat un oient ideal en la puta Lily, perquè en comptes de fer treball sexual, escolta pacientment les seves llargues explicacions sobre l'arquitectura, la renovació urbana, els beneficis i la vida i la mort en general. Ell li fa nombrosos regals i viu una vida de luxe, que al seu torn és important per a ella. En Raoul, mentrestant, veu el seu "cavall" Lily escapar-se d'ell, ja que ha estat constantment al costat del constructor jueu. A més, s'instal·la amb un amic gai. Juntament amb el pare de Lily, un acèrrim nazi fins al 1945, augmenta el seu antisemitisme odiós davant les activitats del "jueu ric".
Per a l'especulador jueu, estar amb la filla d'un nazi és un greu problema ètic. Com a filla del seu pare, la culpa indirectament de la mort violenta dels seus pares. Quan Lily, que reconeix el seu dilema, s'ofereix com una mena d'expiació i demana al seu amant que la mati, l'escanya. Atès que el cap de policia de la ciutat, conegut com a Müller II, com a representant de l'autoritat estatal i, per tant, indirectament també de la política, no té cap interès en la detenció del conciutadà jueu, que, gràcies a la seva col·laboració i connexions, està massa proper, l'acte sagnant del "jueu ric" queda impune. En canvi, Raoul serà considerat responsable de la mort de Lily, i "el petit príncep", un lacai de l'especulador, és llançat sumàriament per la finestra com a llast inútil.

## Repartiment
- Ingrid Caven - Lily Brest
- Rainer Werner Fassbinder - Raoul
- Klaus Löwitsch - Jueu / especulador
- Annemarie Düringer - Luise Müller
- Adrian Hoven - Herr Müller
- Boy Gobert - Cap de policia: Müller II
- Ulli Lommel - Der kleine Prinz
- Jean-Claude Dreyfus - Nan
- Irm Hermann - Emma
- Alexander Allerson - Hans von Gluck
- Harry Baer - Helfritz

## Producció
Schatten der Engel es va rodar el 1975 i es va estrenar el 31 de gener de 1976 com a part del Solothurner Filmtage. L'estrena alemanya va ser el 3 de setembre de 1976.
Christian Hohoff es va fer càrrec de la direcció de producció, Raúl Gimenez es va fer càrrec de l'equipament. Gunther Kortwich va ser el responsable del so. Va competir per la Palma d'Or al 29è Festival Internacional de Cinema de Canes.

## Recepció
Encara que la pel·lícula no va causar tant d'escàndol com l'obra de Fassbinder, els representants del cinema d'Israel van abandonar el festival amb disgust. Amb motiu de la mort de Daniel Schmid el 2006, Deutschlandfunk va recordar: 
| « | "La delegació israeliana va deixar, després de tot, l'obra de Fassbinder ja es considerava antisemita. No havien vist la pel·lícula. Daniel Schmid havia canviat completament el material en un melodrama amb Ingrid Caven i el mateix Fassbinder en els papers principals. L'estil especial de Daniel Schmid és descriure la suavitat de les seves provocacions. I, tanmateix, hi ha una espina a cada pel·lícula, de vegades gairebé no te n'adones al principi, s'ha introduït de contraban, per dir-ho d'alguna manera." | » |

El Lexikon des internationalen Films diu: 
| « | “La posada en escena altament estilitzada, intercalada amb obscenitats lingüístiques superflues, és incapaç de copsar la crítica social immanent i fer-la efectiva. L'obra de Fassbinder, que va servir de model, va ser un atac polèmic a la metròpoli financera de Frankfurt i va provocar un acalorat debat a causa de les seves suposades tendències antisemites." | » |